# 小米汽车
小米汽车是小米集团运营的有关智能电动汽车制造的业务。该业务下设两个公司，分别为小米汽车有限公司与小米汽车科技有限公司。
截至2024年6月，小米汽车在中國大陸的线下零售店总数量超过12000家。
2024年7月，小米集团斥资8.4亿购买北京亦庄新城建立汽车生成工厂。

## 历史

### 投资布局
据东吴证券的不完全统计，自2014年10月开始，小米集团与雷军设立的顺为资本，便对导航地图、激光雷达、智能座舱硬件、自动驾驶、三电系统、车联网等汽车领域展开投资，并先后于2017年，以生态链公司板牙科技推出智能后视镜产品，2019年，通过车机内嵌MIUI系统和人工智能助手小爱同学，推出米粉定制版奔腾T77等，借助人工智能物联网生态链，将小米的产品业务向汽车领域延伸。

### 公司组建
2021年1月15日，小米董事会首次建议高管团队研究智能电动车产业。同年3月30日，小米集团宣布进军智能电动汽车行业，首期投资为100亿元人民币，4月1日，小米科技有限责任公司申请注册“小米汽车”商标，并着手组建汽车业务团队。其汽车业务团队的高层主管中，小米原大家电总经理李肖爽负责整车、供应链以及工厂相关的筹备工作；原参谋部副参谋长于锴负责座舱业务筹备；自动驾驶业务由小米技术委员会主席叶航军负责筹备。
2021年9月1日，小米汽车有限公司注册成立，注册资本为100亿元，经营范围含新能源车整车制造等，雷军出任公司法定代表人，并兼任执行董事及经理，该公司由小米通讯技术有限公司全资持股。10月15日，小米汽车有限公司的投资人发生变更，由原小米通讯技术有限公司变更为注册于香港地区的公司Xiaomi EV Limited。
2021年11月18日，小米汽车科技有限公司成立，雷军任法定代表人，公司注册资本10亿人民币，经营范围含新能源车整车制造等，该公司由小米科技有限责任公司全资持股。

### 工厂建设
2021年11月27日，北京经济技术开发区管委会与小米签订合作协议，宣布包括小米汽车总部基地和销售总部、研发总部等小米汽车项目落户北京经开区，建设规模约40万平方米。其中汽车工厂分为两期规划建设，每期的年产能为15万辆，预计2024年首车将下线并实现量产。按照计划，小米汽车工厂一期于2022年4月开工，2023年6月竣工；小米汽车工厂二期项目于2024年3月开工，2025年3月竣工。

### 技术发展
2021年7月28日，雷军在微博上发布小米汽车自动驾驶部门的招聘海报，海报内容显示小米将自研行业领先的L4级智能驾驶能力。同年8月25日，小米发布公告，宣布与自动驾驶技术公司DeepMotion（深动科技）达成股份收购协议，将以6247万美元收购深动科技的71.16%股份，而此前的8月3日小米已与深动科技达成优先购股协议，将以1490万美元收购其28.84%股权，两笔交易完成后，小米将持有深动科技的全部股权。截止公告发布当日，小米汽车团队已有约300人的团队。但截至2022年4月，小米尚未获得发改委的许可资质和工信部的认可资质等生产并销售新能源车的所需资质。
截至2022年6月，小米汽车科技有限公司已公开了15项专利信息，小米集团汽车业务研发团队规模已超过一千人。小米集团2022年第一季度的财报数据显示，一季度小米在智能电动汽车等创新业务花费的费用为4.25亿元人民币。截至2023年12月，小米第一期总投资达到33亿元，已追加到47亿元，投入测试车辆超过200台，测试里程超过一千万公里。
2024年11月15日，雷军宣布预计于次月底开启可实现行车和泊车全场景智能驾驶体验的端到端大模型智驾系统推送，并将其端到端智驾系统服务命名为Xiaomi HAD（Xiaomi Hyper Autonomous Driving）。

## 车型

### 小米SU7

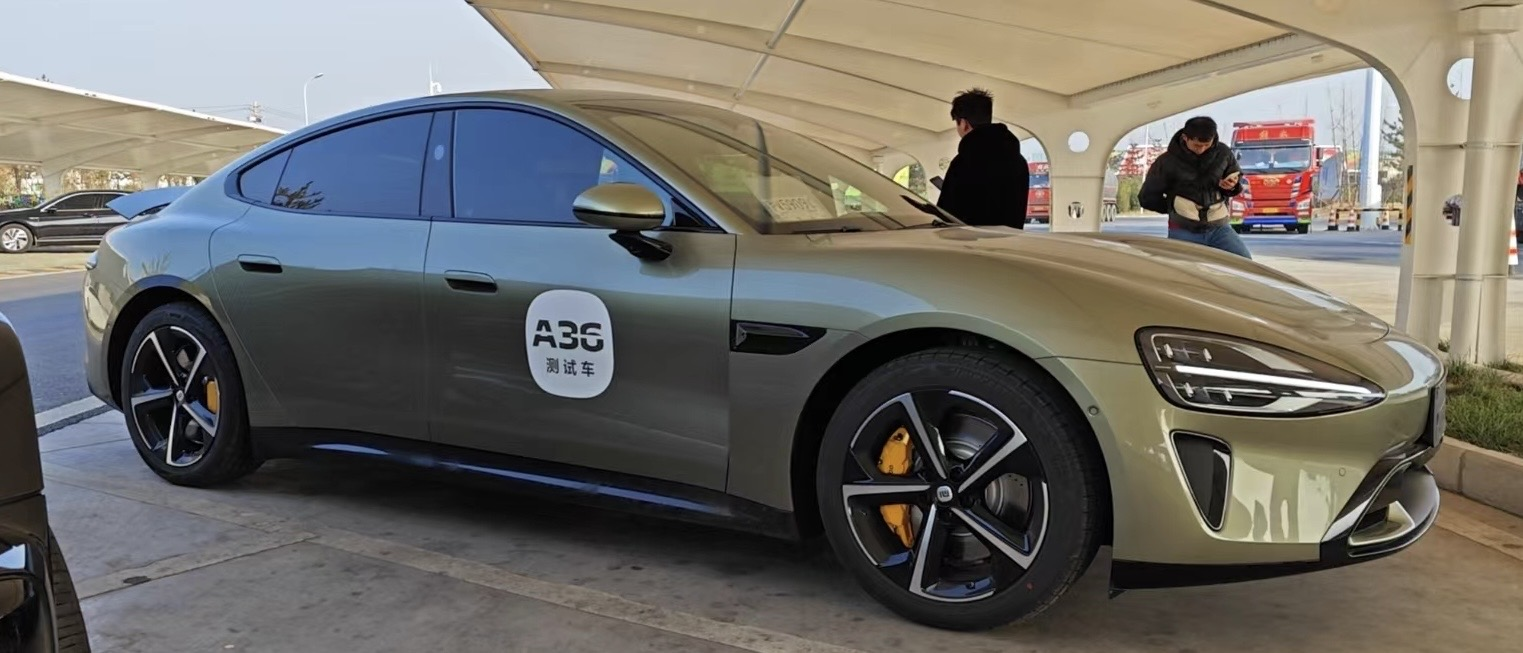
小米SU7头部

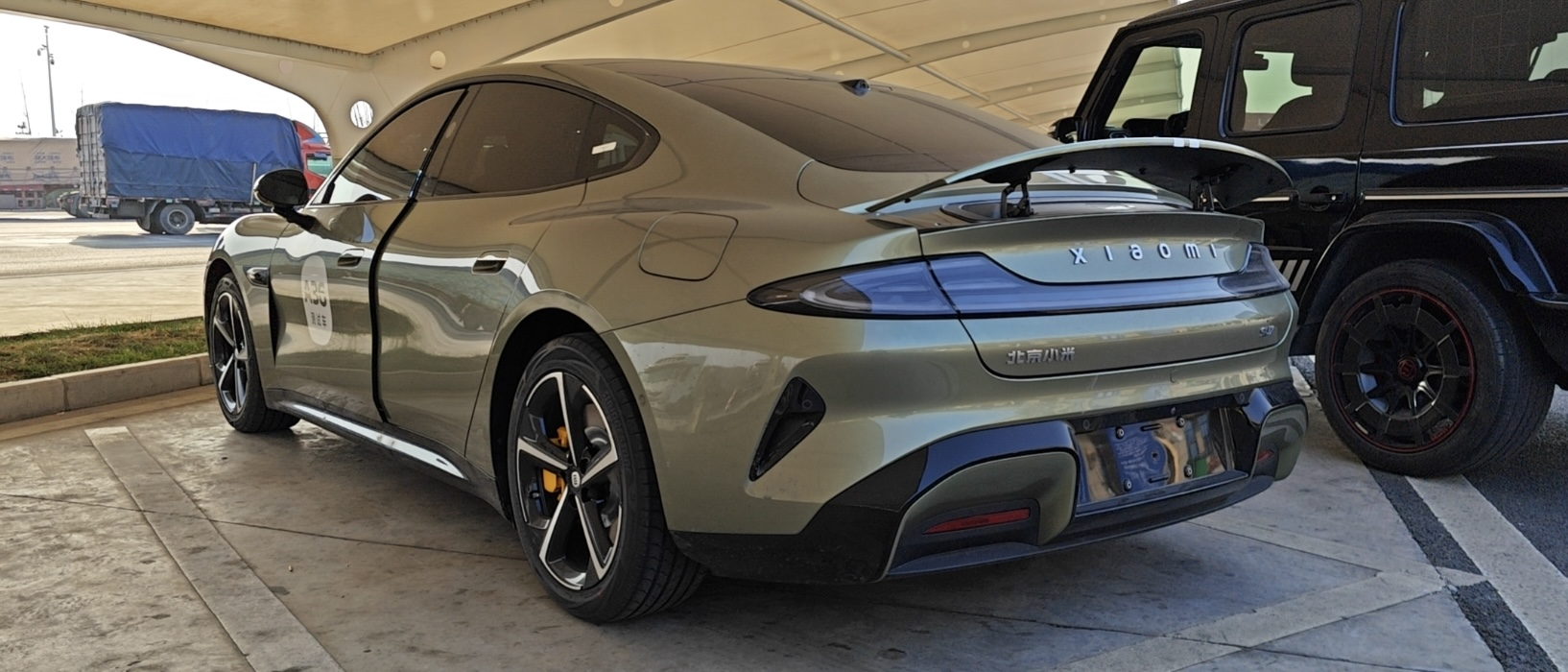
小米SU7尾部

2023年11月15日，工信部发布的新一批新车申报目录曝光了小米汽车首款车型SU7。该车型为溜背式轿车，初期使用北汽集团越野车有限公司的生产资质，在小米于北京自建的工厂生产。2024年7月取得独立的生产资质。
2023年12月28日，小米举行汽車技術發布會，发布了旗下首款电动汽车SU7，该车定位为中大型纯电动轿车，风阻系数0.195，车机系统为小米澎湃OS，处理器采用高通车规级芯片骁龙8295，配备单/双电机驱动，百公里加速时间为2.78秒，最高时速可达265公里/小时，电池供应商为宁德时代麒麟电池（三元锂），配备800V超级快充，充电5分钟续航220km，最高续航可达800公里。雷军在此次发布会上表示，现今该车型正小规模量产，需进行大量的验证才能上市，同时表示其目标是在15-20年后让小米成为全球前五大汽车制造商之一。2024年10月29日，零百加速达1.98秒的小米SU7 Ultra量产版开启预售，预售价81.49万元，该款车将于2025年3月正式上市。2024年11月13日，值小米SU7发布230天，第10万辆小米SU7整车在工厂正式下线，同月15日雷军宣布预计于次月底开启Xiaomi HAD端到端大模型智驾系统推送，支持的推送车款型为小米SU7 Pro 、小米SU7 Max和小米SU7 Ultra。

### 小米YU7
小米即将于2025年6、7月上市的SUV，据中国工信部官网公开的信息，该款车辆长4,999mm、宽1,993mm、高1,600mm，轴距3,000mm，采用三元锂离子电池，驱动电机峰值功率为220kW/288kW。

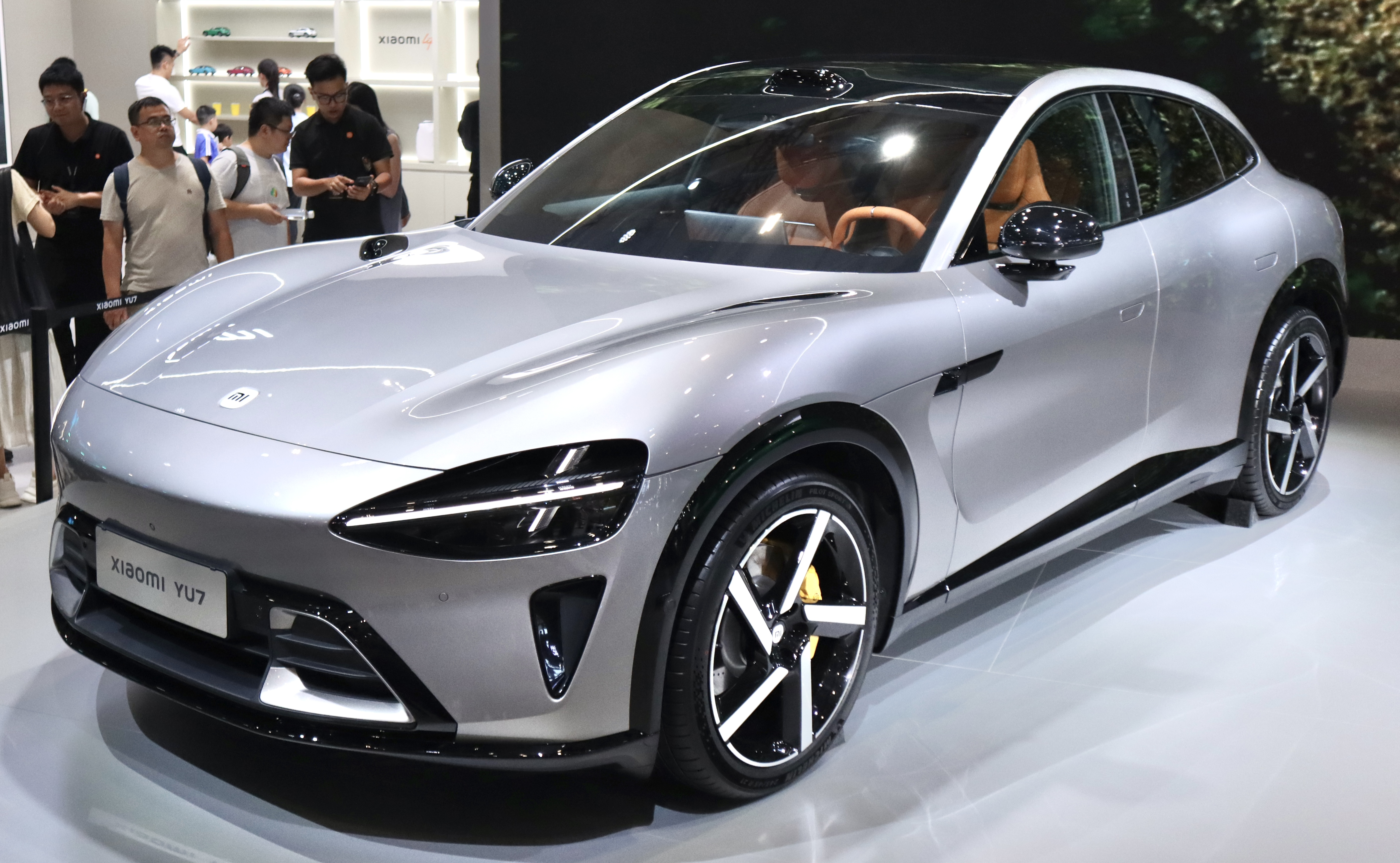
银色小米YU7